# Zeď pro mír

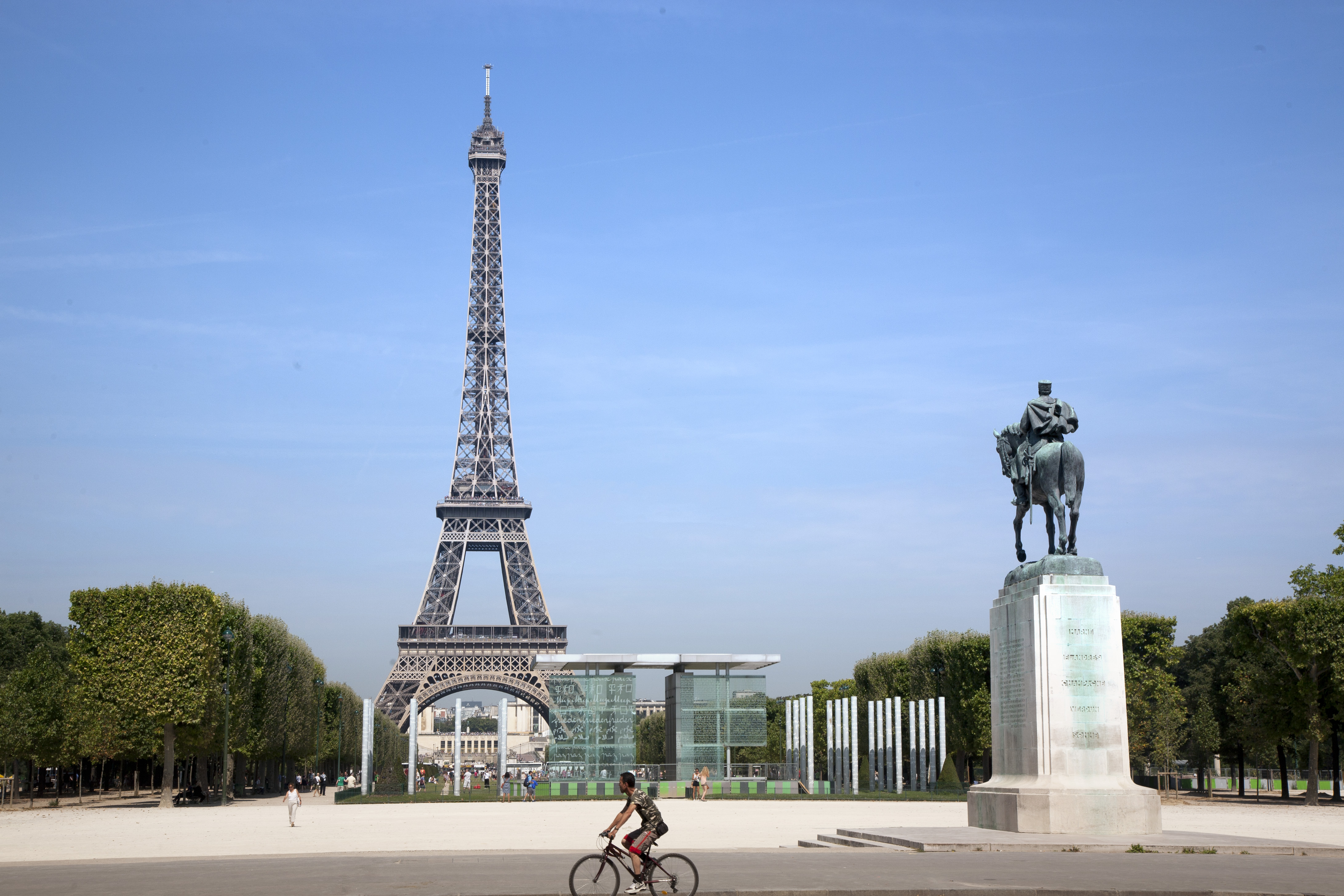
Pomník s Eiffelovou věží v pozadí

Zeď pro mír (francouzsky Mur pour la Paix) je památník věnovaný míru, který byl postaven v březnu 2000 před École Militaire na Champ-de-Mars v 7. obvodu v Paříži. Původně měl stát před budovou UNESCO, ale nakonec byl umístěn v parku, pojmenovaném po římském bohu války Martovi.

## Popis
Pomník vytvořila umělkyně Clara Halter a architekt Jean-Michel Wilmotte. Zeď je vyrobena z ocelové konstrukce doplněné dřevem, nerezavějící ocelí a sklem. Je skoro 16 metrů dlouhá, 13 metrů široká a 9 metrů vysoká. Na skleněné fasádě je napsáno slovo mír ve 49 různých jazycích (albánština, angličtina, arabština, barmština, braillovo písmo, čínština, čukština, dánština, estonština, finština, francouzština, hindština, indonéština, inuitština, italština, japonština, jazyk Pobřeží slonoviny, kazaština, khmerština, litevština, lotyština, maďarština, malajština, malgaština, němčina, nizozemština, perština, polština, ruština, řečtina, španělština, švédština, tádžičtina, tagalog, tatarština, thajština, tibetština, turečtina, urdština, uzbečtina, vietnamština a wolofština).
Pomník je přímo inspirován Zdí nářků v Jeruzalémě a proto návštěvníci mohou zanechat mírové poselství v otvorech vytvořených pro tento účel, nebo poslat zprávu z webové stránky, zprávy jsou pak zobrazeny na obrazovkách v památkou. Památník obsahuje mírové poselství mnoha osobností jako např. Elie Wiesel, Lionel Jospin, David Douillet, Jean Nouvel, Šimon Peres, Bernard Kouchner, Bertrand Delanoë nebo Jean Reno.